# Bertalan Károly
Bertalan Károly (Veszprém, 1914. november 13. – Budapest, 1978. augusztus 27.) magyar geológus, barlangkutató.

## Életrajza
A Budapesti Tudományegyetemen tanári oklevelet szerzett, majd Bakonybél és környéke óharmadkori képződményeinek vizsgálatából doktorált (1938). A Székesfővárosi Ipariskolában tanított, emellett a Nemzeti Múzeumban és a fővárosnál geológus szakértőként tevékenykedett. A II. világháborúban hadifogságba került; hazatérve ismét az Ipariskolában dolgozott, majd a Magyar Általános Szénbányáknál 1948 és 1949 nyarán bányaföldtani munkát végzett. 1949-ben megvált tanári állásától, és ettől kezdve kizárólag földtani kutatást folytatott. 1950-től haláláig a Földtani Intézetben dolgozott.

## Munkássága
A Bakony barlangjainak kutatásával indult szakmai pályafutása. Mint a Magyar Állami Földtani Intézet geológusa, szintén a Bakony földtanát, elsősorban bauxitlelőhelyeit vizsgálta. A veszprémi Tekeres-völgyi-sziklaüreg feltárásakor fedezte fel az örvös lemming legdélibb előfordulását 1956-ban. A Magyar Karszt- és Barlangkutató Társulat tiszteleti tagjául választotta 1978-ban, amelynek 1958-as megalakulásában fontos szerepe volt. 1959-től szerkesztette a Magyar Karszt- és Barlangkutató Társulat tudományos évkönyvét, a Karszt- és Barlangkutatást. 1961-ben megszervezte és vezette a Földtani Térképtárat. A magyar barlangkutatás történetében Kadić Ottokár munkásságának volt folytatója. Ő állította össze hazánk barlangjainak nyilvántartását és bibliográfiáját. Ez a hazai barlangtani bibliográfia (Bibliographia spelaeologica hungarica) 1931-1945 közötti időszakának nyomtatásban is megjelent feldolgozása, amit Schőnviszky Lászlóval közösen állított össze volt fő műve. Hirtelen bekövetkezett halála miatt az 1945-től 1955-ig terjedő időszak bibliográfiája befejezetlenül, kéziratként maradt fenn (Magyar Állami Földtani Intézet). A Budapesti Egyetemi és a Magyar Turista Egyesületben megszervezte a barlangkutatást. Az előbbinek egy ideig vezetője is volt. A BETE kutatási naplóját éveken át írta. Az ő érdeme hogy e dokumentációs kéziratos anyag rengeteg, különben veszendő kutatási eredményt, adatot rögzített és mentett meg.
Tagja volt a Magyar Karszt- és Barlangkutató Társulatnak és egyben irányítója a Társulatban folyó dokumentációs munkának. Mint a dokumentációs munkák vezetője, nemcsak kidolgozta a szpeleográfiai terepjelentések űrlapját és elvárta, hogy a kutatók és kutatócsoportok beküldjék eredményeiket, de ajtaja mindig nyitva állt a fiatal amatőrök számára is, akiket szívesen ellátott jó tanáccsal, és hatalmas dokumentációs anyagából mindig mindenkinek készséggel szolgáltatott adatokat, felbecsülhetetlen szolgálatot nyújtva a kutatómunkák számára. Herman Ottó-éremmel tüntették ki munkásságáért.

## Írásai
- (Az) 573. sz. gyakorlat megoldása. Középiskolai Matematikai és Fizikai Lapok, 1931. január 15. (7. évf. 5. sz.) 143–144. old.
- (Szokolszky István társszerzőjeként): A Bakony barlangjai. Turisták Lapja, 1935. április (47. évf. 4. sz.) 131–134. old.
- A Bakony-hegység barlangjai. Turisták Lapja, 1938. március–április. (50. évf. 3. sz.) 153–155. old. és 4. sz. 207–208. old. Bibliogr.: 208. old. (50 irodalmi adat) (Különlenyomatként is megjelent, bővített és javított formában).
- Barlangkutatás Szilice környékén. Beszámoló a BETE Barlangkutató Szakosztályának 1942. évi nyári kutató útjáról. Turisták Lapja, 1942. november. (11. sz.) 201–206. old., december. (12. sz.) 234–235. old. és 1943. február. (2. sz.) 26–33. old. Bibliogr.: 235. és 33. old. (56 plusz 3 irodalmi adat). (Összesített különlenyomatként is megjelent 1943-ban a BETE kiadásában.)
- Dr. Kessler Hubert: Az északbihari forrásbarlangok... (Ismertetés). Turisták Lapja, 1943. február. (55. évf. 2. sz.) 39–40. old. (B. K. szignóval)
- A Mátyáshegyi-barlang... (új felmérése). Turisták Lapja, 1943. március. (55. évf. 3. sz.) 58. old. (B. K. szignóval).
- A Ferenchegyi-barlangot... (a BETE átadta az MBT-nek). Turisták Lapja, 1943. március. (55. évf. 3. sz.) 58. old. (B. K. szignóval).
- A Hosszúerdőhegy... (eltömött barlangjának kibontása). Turisták Lapja, 1943. március. (55. évf. 3. sz.) 58. old. (B. K. szignóval).
- Barlangkutató Szakosztályunk... (húsvéti terepszemléje a Gömör-tornai karszton.) Turisták Lapja, 1943. szeptember. (55. évf. 9. sz.) 175. old. (B. K. szignóval).
- A Szilicei fennsíkon... (végzett nyári barlangkutatások.) Turisták Lapja, 1943. szeptember. (55. évf. 9. sz.) 175. old.
- Hazánk legmélyebb zsombolya... (a Kiskőháti zsomboly.) Turisták Lapja, 1943. október. (55. évf. 10. sz.) 194. old. (Rovatanyag külön szignó nélkül)
- A Solymári-barlang... (preglaciális jávorbika lelete.) Turisták Lapja, 1943. október. (55. évf. 10. sz.) 194. old. (Rovatanyag külön szignó nélkül)
- A Gálosházi cseppkövesbarlang... (dr. Xántus János cikkének ismertetése.) Turisták Lapja, 1943. október. (55. évf. 10. sz.) 194. old. (Rovatanyag külön szignó nélkül, a lap alján az egész rovat teljes névvel aláírva).
- A Bakonyi-barlangok... (kiegészítő jegyzéke). Turisták Lapja, 1943. október. (55. évf. 10. sz.) 194. old. december. (12. sz.) 235. old. (Összesített, egylapos különlenyomatként is megjelent.)
- A Budapesti Egyetemi Turista Egyesület... (Pelsőcardó, Szádvárborsa és Kecső környéki barlangkutatásai.) Turista Értesítő, 1943. 8.(18.) évf. 10. sz. október. 144. old.
- Az 1942. év folyamán a Szilicei karsztfennsíkon végzett barlangkutatások eredményei. (Előadása. Az MBT 1943. jan. 28-án tartott szakülésén elhangzott előadás jegyzőkönyvi kivonata.) Barlangvilág, 1943. június. (13. köt.) 1–2. füz. 25–26. old.
- A Budapesti Egyetemi Turista Egyesület Barlangkutató Szakosztálya... (1943. jan. 15-én osztálygyűlést tartott. Jegyzőkönyvi kivonat.) Barlangvilág, 1943. december. (13. köt. 3–4. füz.) 59. old.
- A Budapesti Egyetemi Turista Egyesület Barlangkutató Szakosztálya... (1943. márc. 5-én tartott bizottsági ülésének jegyzőkönyvi kivonata.) Barlangvilág, 1943. december. (13. köt. 3–4. füz.) 60. old.
- A Budapesti Egyetemi Turista Egyesület Barlangkutató Szakosztálya... (1943. máj. 19-én tartott bizottsági ülésének jegyzőkönyvi kivonata.) Barlangvilág, 1943. december. (13. köt. 3–4. füz.) 62. old.
- A Budapesti Egyetemi Turista Egyesület Barlangkutató Szakosztálya... (1943. szept. 17-én tartott bizottsági ülésének jegyzőkönyvi kivonata.) Barlangvilág, 1943. december. (13. köt. 3–4. füz.) 63. old.
- A Budapesti Egyetemi Turista Egyesület Barlangkutató Szakosztálya... (1943. okt. 15-én tartott bizottsági ülésénak jegyzőkönyvi kivonata.) Barlangvilág, 1943. december. (13. köt. 3–4. füz.) 63–64. old.
- A Magyar Barlangkutató Társulat Ferenchegyi Bizottsága... (1943. okt. 20-án tartott első ülésének jegyzőkönyvi kivonata.) Barlangvilág, 1943. december. (13. köt. 3–4. füz.) 64. old.
- A Barlangkutató Szakosztály jelentése. A BETE beszámolója az 1942. jubileumi évről. 17–19. old. 1943. (Kéziratként sokszorosítva)
- A jósvafői új sportszálló... (felavatása). Turisták Lapja, 1944. június. (56. évf. 6. sz.) 120. old. (B. K. szignóval)
- A Budai hegyek barlangjai... (Négy eddig ismeretlen üreg leírása, további négy megemlítése). Turisták Lapja, 1944. szeptember. (56. évf. 9. sz.) 160. old.
- A cseppkövek foszforeszkálása... Turisták Lapja, 1944. június. (56. évf. 6. sz.) 120. old. (a Turisták Lapjában nem volt folytatása)
- A BETE barlangkutató szakosztálya... (nyári expedíciója keretében a Szilicei fennsík É-i részén kutatott.) Turisták Lapja, 1944. szeptember. (56. évf. 9. sz.) 160. old.
- Ősállatok csontmaradványai kerültek elő egy veszprémi barlangból. (Tekeresvölgyi kőfülke.) (Újsághír névaláírás nélkül.) Veszprémi Népszava, 1946. augusztus 24. (1. évf. 1. sz.) Veszprém. 3. old.
- Bakonybél környékének eocén képződményei. Földtani Közlöny, 1944/45. évf. (73–74. köt.) 47–55. old. Bp. 1947. (angol nyelvű kivonattal)
- A kétszázmillió éves Budapest. Budapest, 1947. augusztus. (3. évf. 8. sz.) 295–297. old. Illusztrált.
- Hozzászólás... (Jaskó Sándor: A Mátyáshegyi-barlang című előadásához.) Magyar Állami Földtani Intézet évi jelentése. B) Beszámoló a vitaülésekről. 1948. (10. köt.) 1–5. füz. 151–152. old.
- Bányaföldtani felvétel az Északi Bakonyban. A Magyar Állami Földtani Intézet évi jelentése az 1948. évről. Bp. 1952. 61–62. old.
- Jelentés az Északi-Bakonyban 1949-ben végzett bányaföldtani felvételről. A Magyar Állami Földtani Intézet évi jelentése az 1949. évről. Bp. 1952. 33–34. old.
- Kiegészítés a bakonyi barlangok ismeretéhez. Földrajzi Értesítő, 1955. (4. évf.) 55–61. old.
- A barlangkutatás. (Barlangkutatásunk szervezeti fejlődése.) Természetjárás, 1955. december. (1. évf. 9. sz.) 7. old. (B. K. szignóval)
- Notize speleologiche dall' Ungheria. Rassegna Speleologica Italiana. Anno 8. Fascicolo 1. 50–51. old. Como, 1956.
- A Központi Bizottságban képviselt barlangkutató csoportok és képviselőjük címe. Karszt- és Barlangkutatási Tájékoztató, Bp. 1956. január–február. 5. old. (névaláírás nélkül)
- Karszt- és barlang-dokumentáció. (állandó rovat, 1. közleménye.) I. Bibliográfia. az 1955. év magyar karszt- és barlangkutatási irodalma. (51 tétel) II. Kataszterezés. (Felveendő adatok, összesítés az 1955. év eleji állapot szerint.) Karszt- és Barlangkutatási Tájékoztató, Bp. 1956. január–február. 8–16. old.
- (Holly Ferenc és Radó Denise társszerzőjeként): Az 1955-ben elhangzott karszt- és barlangkutatással kapcsolatos előadások jegyzéke. (46 tétel) Karszt- és Barlangkutatási Tájékoztató, Bp. 1956. január–február. 17–20. old.
- Felfedezték a jósvafői Tohonyaforrás patakos barlangját. Karszt- és Barlangkutatási Tájékoztató, Bp. 1956. január–február. 25. old. (B. K. szignóval)
- Karszt- és barlang-dokumentáció II. (módszertani bevezetés.) Karszt- és Barlangkutatási Tájékoztató, Bp. 1956. március–június. 17–20. old.
- Többnapos karsztkonferencia Moszkvában. Karszt- és Barlangkutatási Tájékoztató, 1956. március–június. 26–28. old. (B. K. szignóval, Venkovits István adatai alapján.)
- A barlangkutatás helyzete Lengyelországban. (fordítás németből) Karszt- és Barlangkutatási Tájékoztató, 1956. július–december. 15–17. old.
- Maucha László: A Vass Imre-barlang feltárása és kutatása a speleológia új módszereivel. (Ismertetés.) Karszt- és Barlangkutatási Tájékoztató, Bp. 1956. július–december. 23–24. old. (B. K. szignóval)
- A Domica felfedezésének 30. évfordulója. Karszt- és Barlangkutatási Tájékoztató, Bp. 1956. július–december. 26. old. (B. K. szignóval)
- Nové jaskynné objavy v Madarsku. Geograficky Casopis. Rocnik 9. Cislo 1. 57–58. old. Bratislava, 1957.
- Bauxitkutatás Fenyőfő, Csesznek, és Dudar környékén. A Magyar Állami Földtani Intézet Évkönyve, 1957. (46. köt.) 3. füz. 455–466. old. Illusztrált.
- Dr. Kadić Ottokár tudományos és népszerű dolgozatai. (Bibliográfia.) Karszt- és Barlangkutatási Tájékoztató, Bp. 1957. január–június. 4–25. old. (244 tétel)
- Karszt- és barlang-dokumentáció III. I. Bibliográfia. Pótlások az 1955. év magyar karszt- és barlangkutatási irodalmához. (39 tétel) II. Kataszterezés. (A kataszteri számozás módszertana a tájegységek felsorolásával.) Karszt- és Barlangkutatási Tájékoztató, Bp. 1957. január–június. 37–44. old.
- Szemelvények dr. Gaál István irodalmi munkásságából. (Bibliográfia, 27 tétel.) Karszt- és Barlangkutatási Tájékoztató, Bp. 1957. július–december. 1–3. old.
- (Csekő Árpád társszerzőjeként) Jelentés a lengyelországi nemzetközi barlangkutató táborozásról. Karszt- és Barlangkutatási Tájékoztató, 1957. július–december. 7–11. old.
- Karszt- és barlang-dokumentáció IV. (Bevezetés és függelék a Soproni-hegység barlangkataszteréhez.) Karszt- és Barlangkutatási Tájékoztató, 1957. július–december. 27, 30–31. old.
- Karszt- és barlang-dokumentáció V. (Magyarország nem karsztos eredetű barlangjai.) Karszt- és Barlangkutatási Tájékoztató, 1958. (1959) január–június. 12–21. old. Bibliogr.: körülbelül 106 tétel.
- Karszt- és barlangkutatással kapcsolatos előadások 1957-ben. Karszt- és Barlangkutatási Tájékoztató, 1958. (1959) január–június. 25–27. old. (24 tétel, 25 cím)
- Kiegészítés az 1956-ban elhangzott karszt- és barlangkutatással kapcsolatos előadások jegyzékéhez. Karszt- és Barlangkutatási Tájékoztató, 1958. (1959) január–június. 24–25. old. (12 tétel, 17 cím)
- Pótlások az 1955. év magyar karszt- és barlangkutatási irodalmához. (11 tétel) Karszt- és Barlangkutatási Tájékoztató, 1958. (1959) január–június. 23–24. old.
- Karszt- és barlangkutatási dokumentáció VI. I. Bibliográfia. Szemelvények az 1945–1959. közötti időszak barlangtani irodalmából. II. Kataszterezés. Néhány adat a bakonyi barlangok ismeretéhez. Karszt- és Barlangkutatási Tájékoztató, 1959. szeptember. 33–39. old.
- Karszt- és barlangkutatási dokumentáció VII. I. Bibliográfia. Kiegészítések az 1955. év magyar karszt- és barlangkutatási irodalmához. Karszt- és Barlangkutatási Tájékoztató, 1959. november. 34–37. old. (38 tétel)
- Karszt- és barlangkutatási dokumentáció VIII. I. Bibliográfia. A balatonfüredi Lóczy-barlang felfedezésének időpontja (1882). II. Kataszterezés. (felhívás) Karszt- és Barlangkutatási Tájékoztató, 1959. december. 48–49. old.
- Tájékoztatónk régebbi számainak áttekintése. Karszt- és Barlangkutatási Tájékoztató, 1960. április. 182–188. old.
- Hozzászólás barlangtérképeink pontossági kategorizálásához. Karszt- és Barlangkutatási Tájékoztató, 1960. december. 551–553. old.
- (Kretzoi Miklós társszerzőjeként): A tekeresvölgyi barlangok Veszprém mellett és az örvös lemming legdélibb előfordulása. Karszt- és Barlangkutatás, 1960 (2. évf.) 83–93. old. Illusztrált. (1962)
- A III. Nemzetközi Szpeleológiai Kongresszus (Wien–Obertraun–Salzburg. 1961. szept. 15–28.) Karszt- és Barlangkutató, 1961. 2. félév. 87–90. old. Illusztrált. (1962)
- A magyar barlangkutatás időszakos kiadványai 1945. előtt. Karszt- és Barlangkutató, 1961, 1. félév. 48–49. old.
- (Kretzoi Miklós társszerzőjeként): Karst- und Höhlensedimente in der ungarischen Geochronologie. (Auszug.) Akten des Dritten Internationalen Kongresses für Speläologie. Band A. 68. old. Wien, 1961., Die Höhle, 12 Jg. 100. old. Wien, 1961.
- A magyar barlangkutatás története. A bakony barlangjai. In: Jakucs László – Kessler Hubert: A barlangok világa. Bp. Sport, 1962. 143–149. és 234–247. old.
- (Schőnviszky László társszerzőjeként): Bibliographia Spelaeologica Hungarica 1931–1935. Karszt- és Barlangkutatás, 1962. (4. évf.) 87–131. old. (1965) Bibliogr.: 839 tétel.
- (Vértes László és Kretzoi Miklós társszerzőjeként): Jungpleistozäne Funde aus einer Felsnische bei Görömböly-Tapolca. (Bibliográfiai rész.) Karszt- és Barlangkutatás, 1962. (4. évf.) 81–85. old. (1965) Bibliogr.: 29 tétel.
- Jelentés a Dokumentációs Szakbizottság 1962. évi munkájáról. Karszt- és Barlangkutatási Tájékoztató, 1963. 3. füz. 53–54. old.
- Szpeleográfiai terepfelvétel megindítása. Karszt- és Barlangkutatási Tájékoztató, 1963. 1–2. füz. 20–21. old.
- Szpeleográfiai terepjelentés. (Űrlapminta.) Karszt- és Barlangkutatási Tájékoztató, 1963. 1–2. füz. 22–25. old.
- Magyarázat a szpeleográfiai terepjelentés kiállításához. Karszt- és Barlangkutatási Tájékoztató, 1963. 1–2. füz. 26–29. old.
- A dudari "Sűrűhegyi" Ördöglik kutatástörténete. Karszt és Barlang, 1963. 1. félév. 26–31. old. (1964) Bibliogr.: 34 tétel.
- A bakonybéli Somhegy barlangjainak kutatástörténete. Karszt és Barlang, 1963. 2. félév. 75–78. old. (1964) Bibliogr.: 25 tétel.
- A magyar karszt- és barlang-dokumentáció problémái. A Magyar Állami Földtani Intézet évi jelentése az 1962. évről. 555–562. old. Bp. 1964. Bibliogr.: 50 tétel.
- Dr. Darnay (Dornyay) Béla karszt- és barlangtani vonatkozású irodalmi munkássága. (Összeállította.) Karszt- és Barlangkutatási Tájékoztató, 1965. 3–4. füz. 43–44. old.
- (Mit Miklós Kretzoi) Die Bedeutung der ungarischen Karst- Höhlensedimente für die Geochronologie. Dritter Internationaler Kongress für Speläologie.. Band IV. Wien, 1965. 63–68. old. Bibliogr.: 65. old.
- (Schőnviszky László társszerzőjeként): Bibliographia Spelaeologica Hungarica 1936–1940. Karszt- és Barlangkutatás, 1963–1967. (5. évf.) 139–182. old. (1968) (851 tétel)
- A kataszterügyi szakbizottság 1966. évi jelentése. Karszt- és Barlangkutatási Tájékoztató, 1967. 38–39. old. (1969)
- Hozzászólás a zsombolygenetikához. Karszt és Barlang, 1970. 1. félév. 13. old. Bp. (1972)
- (Schőnviszky László társszerzőjeként): Bibliographia Spelaeologica Hungarica 1941–1945. Karszt- és Barlangkutatás, 1968–1971. (6. évf.) 131–176. old. (732 tétel) Bp. (1971)
- A Dokumentációs szakbizottság 1972. évi jelentése. Karszt- és Barlangkutatási Tájékoztató, 1972. 1. füz. 4–5. old.
- Jelentősebb barlangok (a székesfehérvári 1:200 000-es földtani térképlap területén). In: Rónai András – Szentes Ferenc: Magyarázó Magyarország 200 000-es földtani térképsorozatához. L–34–VII. Székesfehérvár, MÁFI kiadás. Bp. 1972. 12–13. old.
- A veszprémi térképlap területén levő jelentősebb barlangok (táblázata). In: Magyarázó Magyarország 200 000-es földtani térképsorozatához. L–33–XII. VESZPRÉM. Szerk.: Deák Margit. MÁFI, Bp. 1972. 15–24. old.
- (Schőnviszky László társszerzőjeként): Bibliographia Spelaeologica Hungarica. Addenda et Corrigenda. 1691–1943. Karszt- és Barlangkutatás, 1972. (7. évf.) 167–181. old. Bp. (1973) (115 tétel)
- (Schőnviszky László társszerzőjeként): Bibliographia Spelaeologica Hungarica. Register. 1931–1945. Karszt- és Barlangkutatás, 1973-1974. (8. köt.) 147–260. old. Bp. 1976.
- Barlangmérés. In: Bendefy László szerk.: Magyar geodéziai irodalom 1961–1970. Bp. 1974. 355–359. old. (59 tétel)
- (Kordos László társszerzőjeként): Jelentés a Dokumentációs Szakosztály 1975. évi munkájáról. MKBT Beszámoló, 1975 második félév. 72–74. old. Bp. 1975.
- (Kordos László és Neppel Ferenc társszerzőjeként): Vélemény. „Rónaki László: Javaslat a bibliográfia lyukkártyás adattárolására”. MKBT Beszámoló, 1975 második félév. 225. old. Bp. 1975.
- (Kordos László társszerzőjeként): Jelentés a Dokumentációs Szakosztály 1976. évi munkájáról. MKBT Beszámoló, 1976. 30–32. old. Bp. 1976.
- Date record on the history of Hungarian speleological research. Karszt és Barlang. Special Issue. 1977. 61–64. old.
- A magyar barlangkutatás története évszámokban. Karszt és Barlang, 1977. 1–2. félév. 43–46. old.

## Emlékezete
- Az Alba Regia-barlangban róla nevezték el a Bertalan-ágat.